# Karosa B 961
A Karosa B 961 a Karosa vállalat Vysoké Mýto-i üzemében 2001 és 2006 közötti években gyártott cseh csuklós autóbusz, mely a Karosa korábbi modelljeit, a Karosa B 741-eseket és Karosa B 941-eseket váltotta le Csehországban és Szlovákiában. Ez volt a Karosa utolsó magas padlós autóbusza, mielőtt felvásárolta a gyárat az Iveco.

## Felépítése és változatai
A Karosa 900-as buszcsaládjához tartozik, melyet automataváltóval szereltek fel. A magas padlós buszok közé tartozik, a hátul elhelyezkedő motorja miatt pedig tolócsuklós autóbusz. Szerkezetileg hasonlít elődjére, a B 941-esre, az eltérések a műszaki megoldásokban jelentkeznek, az utastérben pedig lecserélték a műanyag székeket párnázott székekre. Prototípusát 2000-ben építették, mely Prágában állt forgalomba. Sorozatgyártása 2002-ben kezdődött, az utolsó autóbusz 2006-ban gördült ki a gyárból. 2003-tól a modernizált változatát B 961E jelzéssel gyártották. A legtöbb darab még forgalomban van.

## Fordítás
- Ez a szócikk részben vagy egészben  a   Karosa B 961 című cseh Wikipédia-szócikk fordításán alapul.  Az eredeti cikk szerkesztőit annak laptörténete sorolja fel. Ez a jelzés csupán a megfogalmazás eredetét és a szerzői jogokat jelzi, nem szolgál a cikkben szereplő információk forrásmegjelöléseként.
- Ez a szócikk részben vagy egészben  a   Karosa B 961 című angol Wikipédia-szócikk fordításán alapul.  Az eredeti cikk szerkesztőit annak laptörténete sorolja fel. Ez a jelzés csupán a megfogalmazás eredetét és a szerzői jogokat jelzi, nem szolgál a cikkben szereplő információk forrásmegjelöléseként.